# Canon de marine de 16 pouces BL Mk I
Ne doit pas être confondu avec Canon de marine de 16,25 pouces BL Mk I.
Le canon de marine de 16 pouces BL Mk I était un canon de marine britannique apparu dans les années 1920 et utilisé sur les deux cuirassés de la classe Nelson. Le canon avait un chargement par la culasse, et une longueur de 45 calibres de long, soit 45 fois l'alésage (16 pouces), soit 18 m de long.

## Description
Ces canons métalliques frettés avaient initialement été prévus pour équiper les croiseurs de bataille de la classe G3 qui fut annulée et qui servit de base à la conception des cuirassés de classe Nelson.
Sir W. G. Armstrong Whitworth & Company à Elswick, Vickers à Barrow-in-Furness, William Beardmore and Company à Dalmuir et le Royal Arsenal à Woolwich réalisèrent un total de 29 armes dont 18 seraient nécessaires pour équiper les deux navires.

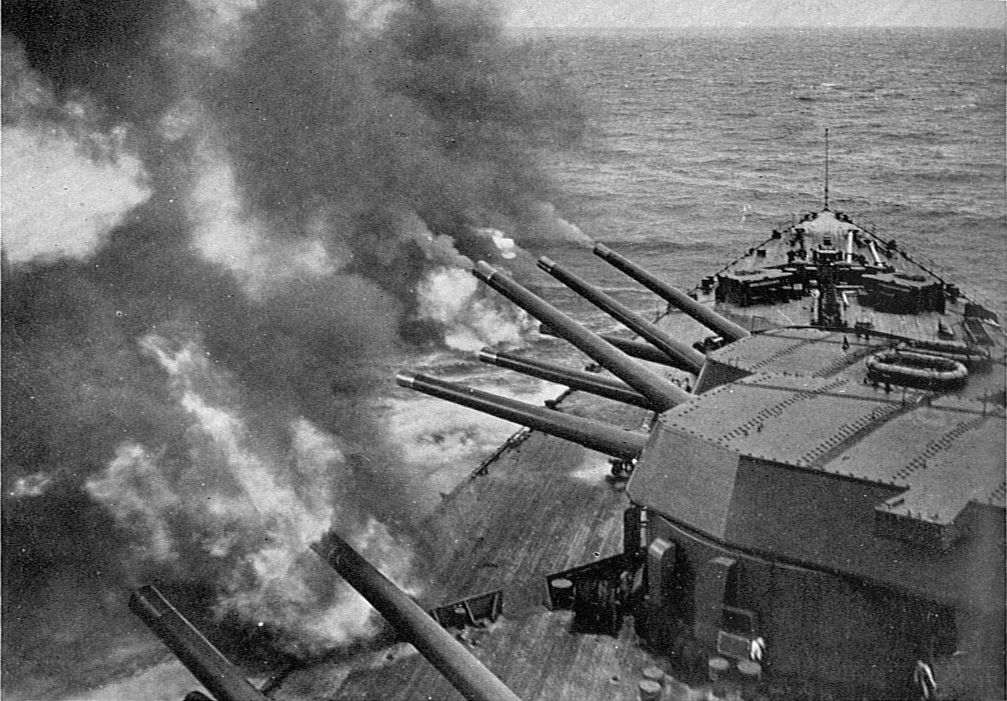
L’HMS Rodney tirant une salve, en 1936

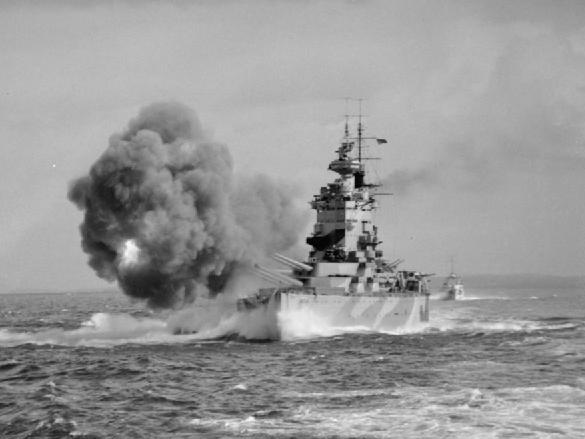
L’HMS Nelson lance une salve pendant les essais de l'artillerie, en 1942

Ces canons rompaient avec l'exemple de leurs prédécesseurs, les canons de 15 pouces Mk I, qui tiraient des obus lourds avec une vitesse de bouche plutôt faible. Ce nouveau canon tirait un obus assez léger avec une vitesse initiale élevée. Ce ne fut pas un succès, car la vitesse initiale à la bouche chutait rapidement et la précision n'était pas satisfaisante, à tel point qu'elle fut réduite. De plus, un obus plus lourd fut proposé mais pas adopté en raison des politiques budgétaires rigoureuses des années 1930. Par conséquent, ce canon de marine ne fut pas considéré comme particulièrement réussi.
Une arme améliorée, le canon de marine de 16 pouces BL Mark II fut conçu pour le cuirassé de classe Lion qui devait succéder à la classe King George V profitant du canon le plus grand autorisé par le traité naval de Londres à partir de mars 1938. Cette « nouvelle conception » du canon de 16 pouces tirait des obus de 1 077 kg. La construction des deux premiers cuirassés de la classe Lion, dont chacun devait disposer de neuf canons de 16 pouces - fut arrêtée au début de la Seconde Guerre mondiale, quelques mois seulement après la pose de leurs quilles. Les travaux sur l'armement continuèrent pendant un certain temps, mais ils furent également stoppés après que seulement quatre canons et aucune tourelle ne furent produits.

## Voir aussi

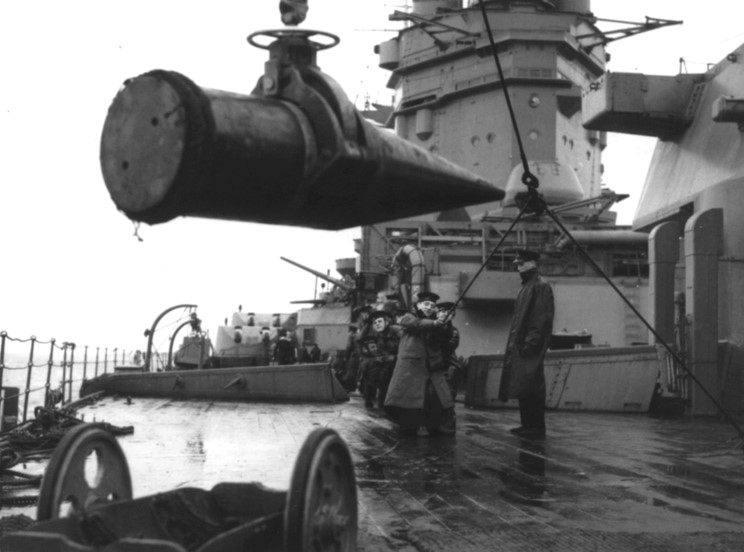
Chargement d’obus de 16 pouces sur le HMS Rodney.

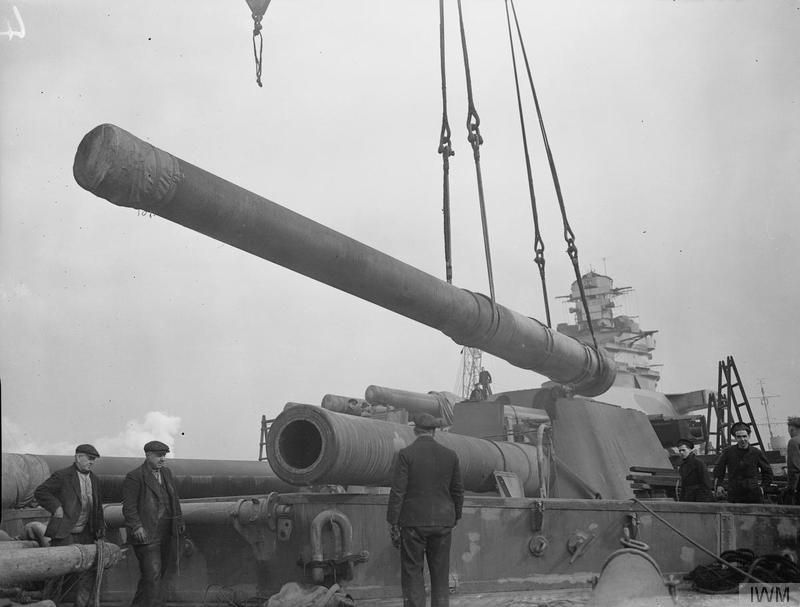
Installation d'un canon de 16 pouces sur le HMS Rodney, en 1942

### Armes ayant un rôle, des performances et d'époque comparables
- Canon de 41 cm/45 Type 3ème Année, équivalent japonais
- Canon de marine 16 pouces/45 calibres (en), équivalent américain